# تاتیانا پوتچک
 تاتیانا پوتچک (بلاروسی: Таццяна Мікалаеўна Пучак؛ زادهٔ ۹ ژانویهٔ ۱۹۷۹) یک تنیس‌باز اهل بلاروس است. 